# Sofia Carolina de Brandemburgo-Kulmbach
Sofia Carolina de Brandemburgo-Kulmbach (Weferlingen, 31 de março de 1705 — Palácio de Sorgenfri, 7 de junho de 1764) foi princesa consorte da Frísia Oriental pelo seu casamento com Jorge Alberto da Frísia Oriental.

## Família
Sofia Carolina foi a sétima filha, décima terceira e penúltima criança nascida do marquês Cristiano Henrique de Brandemburgo-Bayreuth-Kulmbach e da sua esposa, a condessa Sofia Cristiana de Wolfstein. Os seus avós paternos eram Jorge Alberto de Brandemburgo-Bayreuth-Kulmbach e a duquesa Maria Isabel de Schleswig-Holstein-Sondenburg-Glücksburg. Os seus avós maternos eram o conde Alberto Frederico de Wolfstein e a condessa Sofia Luísa de Castell-Remlingen.
Ela teve treze irmãos, entre eles: o marquês Jorge Frederico de Brandemburgo-Bayreuth, marido de Doroteia de Schleswig-Holstein-Sonderburg-Beck; o marquês Alberto Wolfgang de Brandemburgo-Bayreuth, um tenente-general; Sofia Madalena, rainha consorte da Dinamarca como esposa de Cristiano VI da Dinamarca; Frederico Ernesto, governador dos ducados de Schleswig e Holsácia-Glückstadt, o marquês Frederico Cristiano de Brandemburgo-Bayreuth, marido de Vitória Carlota de Anhalt-Zeitz-Hoym, etc.

## Biografia
Aos dezoito anos, Sofia Carolina casou-se com o príncipe Jorge Alberto, de trinta e três, em 8 de dezembro de 1723, em Berum, na Alemanha. Ele era filho do príncipe Cristiano Eberardo da Frísia Oriental e de Everadina Sofia de Oettingen-Oettingen.
O casamento, porém, não resultou em filhos. Jorge Alberto faleceu em 12 de junho de 1734, após quase onze anos de união.
Em 1735, ela foi convidada à Dinamarca pelo seu cunhado, o rei Cristiano VI. Ela viveu na corte dinamarquesa permanentemente após 1740 até sua morte. 
Além disso, recebeu de seu sobrinho, o rei Frederico V, o Palácio de Sorgenfri.
Houve rumores de que Sofia Carolina e Cristiano eram amantes. Em 1766, uma mulher, Ana Sofia Madalena Frederica Ulrica, alegou ser filha deles, exigindo uma pensão.
Sofia Carolina faleceu em 7 de junho de 1764, aos 59 anos de idade.